# دختر اسبی
دختر اسبی (به انگلیسی: Horse Girl) فیلمی محصول سال ۲۰۲۰ و به کارگردانی جف بائنا است. در این فیلم بازیگرانی همچون الیسون بری، دبی رایان، جان رینولدز، مالی شنون، جان اورتیز، پل رایزر، متیو گری گابلر، جی دپلاس، رابین تونی، مردیت هاگنر، جیک پیکینگ، توبی هاس، انجلا تریمبر، دیوید پیمر و آرون استنفورد ایفای نقش کرده‌اند.